# Moscheea Fethiye din Atena
Moscheea Fethiye este un lăcaș de cult musulman din Atena. Lăcașul a fost închis în anul 1834 și lăsat în paragină. În anul 2017, după lucrări de reparație, clădirea a fost redeschisă ca sală de expoziții.